# Elvira Guerra
Elvira Leopoldina Guerra (San Pietroburgo, 2 dicembre 1855 – Marsiglia, 26 ottobre 1937) è stata una cavallerizza e circense italiana, partecipante alle Olimpiadi di Parigi 1900.

## Biografia
Nata a San Pietroburgo, Elvira era figlia di Rodolfo Guerra, il fratello di Alessandro Guerra, uno dei fondatori del circo moderno. Seguendo le orme di famiglia, divenne una delle più famose ballerine a cavallo, conquistandosi nei primi anni del Novecento una buona fama, esibendosi a Parigi.
Nel 1900 partecipò alle Olimpiadi di Parigi nella gara del Chevaux de Selle (detta anche "cattura e monta del cavallo"), vinta da Napoléon Murat, bisnipote di Napoleone Bonaparte. È stata così la prima donna italiana ad aver partecipato ai Giochi olimpici e, per soli 10 giorni, non è stata anche la prima donna in assoluto, venendo infatti battuta dalla velista svizzera Hélène de Pourtalès.
Morì a Marsiglia nel 1937 (o forse nel 1931). Dopo la sua morte, il comune di Bordeaux le ha dedicato una via, celebrandola come "famosa stella italiana del circo".

## Palmarès
| Anno | Manifestazione  | Sede   | Evento           | Risultato | Prestazione | Note |
| ---- | --------------- | ------ | ---------------- | --------- | ----------- | ---- |
| 1900 | Giochi olimpici | Parigi | Chevaux de Selle | 5°        |             |      |